# Rothomago
Ne doit pas être confondu avec Rothomago (revue) ou Rothomago (opérette).
Pour les articles homonymes, voir Rothomago (homonymie).
Rothomago est une féerie à grand spectacle en cinq actes et vingt-cinq tableaux, musique de Adolphe De Groot, livret d'Adolphe d'Ennery, Clairville et Albert Monnier ; chorégraphie de Honoré ; mise en scène de Hippolyte Hostein,  représentée la première fois à Paris le 1er janvier 1862 au Théâtre Impérial du Cirque, puis au Théâtre impérial du Châtelet  pour son inauguration le 19 aout 1862,en présence de l'impératrice Eugénie, jouée deux cent cinquante fois sur les deux scènes, reprise le 27 octobre 1877, au Châtelet et reprise pendant la saison 1897-1898 au Châtelet
Dans la version de 1877, on retrouve les meilleurs airs d'un grand nombre de musiciens contemporains, Victor Massé, Offenbach, Semet, Aimé Maillard, Léo Delibes, Flottow, Hervé, Darcier, Paul Blacquières, de Groot, Mangeaut, Montaubry, Nargeot et Victor Chéri.
La version de 1897 est en trois actes et trente tableaux, avec une musique nouvelle de G. Parès, Lacome et Le Rey.

## Argument
Rothomago, fils du célèbre enchanteur de ce nom, possède un talisman au moyen duquel il accomplit ses quatre volontés, ce mauvais sujet de Rothomago fils bouleverse sans cesse l'univers créé pour satisfaire ses innombrables fantaisies. Si bien qu'en lutinant la jeune villageoise Bruyère dans un champ de blé, il perd son talisman. Ce talisman, c'est une montre que lui ont donnée les Heures, à la puissance desquelles il est soumis. La montre a été trouvée par un paysan nommé Blaisinet s'il la remonte, il possédera le pouvoir de Rothomago fils. Cette montre doit être remontée juste au moment où une heure va finir et une autre commencer; Rothomago fils implore le secours des Heures, et chacune d'elles fournit à son protégé le moyen d'empêcher Blaisinet de remonter la montre. L'Heure du travail, l'Heure du repos, l'Heure du dîner, l'Heure du bal, etc., exercent tour à tour leur influence, jusqu'au moment où Rothomago fils, redevenu maître de sa montre, se laisse à son tour absorber par l'Heure de la Prière, célébrée par la jolie Bruyère qui implorait le ciel pour lui. La montre se brise; Rothomago perd sa puissance, mais il est pardonné par Dieu et sera heureux sur la terre comme un simple mortel.
Rothomago, enchanteur fils d'enchanteur, fort mauvais sujet, se convertit au dernier tableau. Son talisman est une montre qu'il doit remonter à une certaine heure. Il oublie cette opération et perd son pouvoir pour avoir été ému, à l'heure de la prière, par les vœux qu'adresse au ciel la douce et honnête Bruyère, précisément pour son salut, bien compromis. L'amour aura fait ce miracle de changer ce diable en un petit saint.

## Distribution
| Rôles                | 19 août 1862           | 27 octobre 1877           | 1897-1898             |
| -------------------- | ---------------------- | ------------------------- | --------------------- |
| Blaisinet            | Eugène Auguste Colbrun | Cooper                    | Désiré Pougaud        |
| Rothomago père       | Lebel                  | Léonard Alexandre Tissier | Adam                  |
| Lustucru             | Vollet                 | Courtès                   | Gardel                |
| Paimpondor           | Williams               | Mury                      | Alexandre fils        |
| Rothomago fils       | Judith Ferreyra        | Anna Vanghel              | Juliette Simon-Girard |
| La princesse Miranda | Coralie Geoffroy       | Marguerite Donvé          | J. Thibault           |
| Bruyère              | Marie Desclauzas       | Thorcy                    | Colbert               |
| La fée rageuse       | Adèle Désirée          | Gabrielle Rose            | Tassilly              |
| Toinon               | Marguerite             | Chambly                   | Mary                  |
| Verdurette           | D.Fieux                | Noël                      | Grandjean             |
| Mironton             | Jenny Kid              | J.Rose                    | Doneli                |
| Mirontaine           | Moreau                 | Migon                     | Dixel                 |
| L'heure de la prière | Clémence               | Volney/Jenny              | Delmain               |
| L'heure de minuit    | Lagrange               | Berger                    | J.Doué                |
| L'heure du berger    |                        |                           | Derville              |
| L'heure du coucher   |                        | Andrée                    | Villars               |
| L'heure du déjeuner  |                        |                           | Voglin                |
| L'heure du souper    |                        | Coste                     | Paule                 |
| L'heure du diner     |                        | Deberghe                  | Delsi                 |
| L'heure du travail   |                        | Fontaine                  | Brunel                |
| L'heure du jeu       | Maria                  | Andrée                    | Geoffroy              |
| L'heure du bal       |                        |                           | Gerny                 |
| L'heure du plaisir   |                        |                           | Noidel                |
| L'heure du Lever     |                        |                           | Botzon                |
| Un valet             |                        | Auguste                   |                       |